# NGC 3361
NGC 3361 is een balkspiraalstelsel in het sterrenbeeld Sextant. Het hemelobject werd in 1880 ontdekt door de Britse astronoom Andrew Ainslie Common.

## Synoniemen
- MCG -2-28-4
- IRAS10419-1056
- PGC 32044